# Yoon Je-moon
Yoon Je-moon (en hangul, 윤제문; Mapo-gu, Seúl, 9 de marzo de 1970) es un actor de teatro, cine y televisión surcoreano.

## Vida personal
Hijo del dueño de una óptica en Sinchon, Yoon nació en Hapjeong-dong, Mapo-gu, Seúl, el 9 de marzo de 1970. Tras su graduación en la escuela secundaria decidió no proseguir sus estudios en la universidad, sino que se dedicó a varios trabajos temporales mientras probaba disciplinas como la guitarra clásica o la pintura. En esos años se interesó profundamente por el Tao. También abrió un negocio de venta al por mayor de discos, que no prosperó. Cuando estaba cumpliendo el servicio militar, un amigo le pidió que le acompañara a ver una obra de teatro y eso despertó su interés por la actuación. Está casado y tiene dos hijas. Conoció a su mujer a los 26 años, cuando ella entró también en la compañía de teatro.
El 23 de mayo de 2016 fue sorprendido por la policía conduciendo en estado de ebriedad cerca de Sinchon, Seúl, a las siete de la mañana. El nivel de alcohol en sangre era lo bastante alto para provocar la retirada del permiso de conducir. Además, este incidente se vino a sumar a otro análogo sucedido en 2009. Como en el caso de otros actores, se esperaba un período de alejamiento del mundo del espectáculo que, según el promedio, podía ser de unos siete a diez meses. Sin embargo, el 17 de agosto sucesivo fue juzgado por tercera vez por el mismo delito. Teniendo en cuenta los antecedentes, el tribunal del Distrito Occidental de Seúl lo condenó a una pena severa: ocho meses de prisión y dos años de libertad condicional, aunque suspendió la ejecución de la pena debido al arrepentiemiento mostrado por el actor y su compromiso de no volver a conducir en estado de ebriedad.Yoon no acudió a la presentación de la película The Last Princess ni volvió a aparecer en público hasta marzo de 2017, con ocasión de la del filme Daddy You, Daughter Me, durante la cual pidió perdón por su comportamiento.
Aún en 2016 se había producido otro incidente relacionado con el alcohol, cuando realizó una entrevista de promoción de esa misma película en evidente estado de ebriedad. La entrevista se detuvo y en la reanudación mostró un comportamiento poco profesional con los periodistas. Cuando al año siguiente Kim Ji-soo, compañera de la que era entonces su agencia —Namoo Actors—, se vio implicada en un incidente casi idéntico, surgieron críticas en la opinión pública sobre el modo en que esta se ocupaba de sus representados.

## Carrera
Yoon empezó su carrera en el teatro. Tras el servicio militar, estaba desempleado a los 25 años. Vio un anuncio en el Sanullim Small Theatre para reclutar miembros. Le recordó la obra Chilsu y Mansu que había visto con un amigo durante su servicio y que había despertado su interés por la actuación, de modo que se presentó a las audiciones, se postuló para el departamento de dirección y también para actuar. La primera vez que actuó fue en ese mismo teatro. Luego entró a la tercera clase del Instituto de Teatro Woori y estuvo en el grupo de la calle Yeonhui Dan. También estuvo en una compañía de teatro llamada Baeksugwangbu. El trabajo en teatro no era suficiente para mantenerse económicamente, y, ya casado y con una hija, durante los años de la crisis económica que sufrió el país dejó los escenarios y llegó a trabajar como empleado público y vendiendo ropa infantil junto con su mujer. En el invierno de 1998 conoció a Park Geun-hyung, el director de la Compañía de Teatro 76, donde se estableció. Allí debutó en 1999 con la obra In Praise of Youth, gracias a la cual fue premiado como mejor actor en los Premios de Teatro Dong-A.
El salto al cine llegó en 2002, interpretando el papel de Hippo, un gánster que ayuda a Son Chang-min, en la película Jungle Juice. Posteriormente, trabajó en películas importantes como Voice of a Murderer, The Show Must Go On y Madeo. Fue una persona sin hogar en The Host, un jefe de bandidos en El bueno, el malo y el raro y un villano en Cruel Winter Blues, The Romance y A Dirty Carnival. De todos los directores con los que había trabajado, en 2009 eligió a Bong Joon-ho como aquel con el que mejor se había encontrado. Con él rodó, además de The Host y Madeo, dos cortometrajes: Sink & Rise para la película Twentidentity (2003), e Influenza, incluido en Digital Short Films by Three Directors (2004).
Ha sido actor secundario en un gran número de películas y series de televisión, pero Yoon es reconocido en particular por su primer papel protagonista en cine, en 이웃집 남자 (El hombre de al lado), de 2010, así como en la también protagonizada por él 나는 공무원이다 (Soy funcionario público, 2012). En la primera llamó la atención su personaje Sang-su, un hombre que trabaja como agente inmobiliario y al que solo le importan el dinero y las mujeres. Con este tipo humano, desvergonzado y odioso, se quiso ver el retrato de cierta clase de hombres surcoreanos.En la segunda encarna a otro estereotipo social, el de un funcionario público que cumple rutinariamente su trabajo hasta que sobreviene un cambio que le obliga a tomar decisiones sorprendentes. El filme fue muy bien valorado por la crítica. Kwaak Je-yup, en The Korea Times, escribió sobre él: «El guion casi impecable se ve mejorado por la magnífica actuación del experimentado actor Yoon Je-moon [...] La verdadera estrella es Yoon; su interpretación de Dae-hee es lo que hace que esta película funcione. En ninguna escena su actuación parece forzada. Su rostro impenetrable mantiene a los espectadores adivinando. Detrás de él, sus emociones pueden parecer simples, pero se está produciendo un cambio psicológico desconcertante. Es simplemente un placer ver esta brillantez en la pantalla».También Darcy Paquet (KoreanFilm) considera el trabajo de Yoon «una de las actuaciones cinematográficas más memorables de 2012».
En televisión, interpretó a Jeong Ki-jun en Deep-Rooted Tree de SBS (2011). Es el jefe de la sociedad secreta que lucha contra el rey Sejong, y que en una escena llega a matar a su propio padre. La actuación de Yoon llamó la atención de los espectadores y contribuyó a que se estableciera como un actor particularmente idóneo para el papel del villano, tal y como demostraría repetidamente en los años siguientes tanto en cine como en televisión.Aunque no deseaba ser encasillado así, los papeles que le llegaban eran solo de este corte, algo que lamentó en público en varias ocasiones. Por ejemplo, con ocasión del estreno de Fukuoka en 2020, declaró que quería dejar este tipo de personajes y presentarse al público con una imagen diversa y con papeles que puedan reflejar la vida cotidiana.La propia Fukuoka o Excellence, de 2022, muestran a Yoon con papeles de este tipo.
En enero de 2020 abandonó la agencia Namoo Actors y firmó un contrato de representación exclusiva con la agencia SM Culture & Contents, según comunicó esta misma.Al año siguiente volvió a televisión: había estado alejado de ella desde 2016 a causa de las polémicas originadas tras haber sido sorprendido cuando conducía en estado de ebriedad. Aunque la condena de cárcel fue suspendida, necesitó cinco años para volver a la pequeña pantalla, y aun así recibió una fría acogida y algunas críticas de los espectadores. La obra en cuestión fue la por lo demás exitosa El afecto del rey, donde interpretaba el papel relativamente reducido de Han Ki-jae, el abuelo materno de la protagonista (Park Eun-bin).Durante ese lapso de tiempo había seguido trabajando en teatro y en cine, medio al que había vuelto en 2018, apenas un año después de su condena, con Drug King.

## Filmografía

### Cine
| Año   | Título                           | Hangul                        | Papel                        | Notas                      | Ref.          |
| ----- | -------------------------------- | ----------------------------- | ---------------------------- | -------------------------- | ------------- |
| 2000  | Golden Laughter                  |                               |                              | Cortometraje               |               |
| 2001  | Super Glue                       |                               |                              | Cortometraje               |               |
| 2002  | Jungle Juice                     |                               |                              |                            | [ 26 ]        |
| 2003  | Mobile                           |                               |                              | Parte de Show Me           |               |
| 2003  | Sink & Rise                      |                               |                              | Parte de Twentidentity     |               |
| 2004  | Influenza                        | 인플루엔자                    |                              | Cortometraje, protagonista |               |
| 2004  | Ghost House                      | 귀신이 산다                   |                              |                            |               |
| 2005  | Antarctic Journal                | 남극일기                      | Sung-hoon                    |                            | [ 3 ] [ 27 ]  |
| 2005  | You Are My Sunshine              | 너는 내 운명                  | Jae-ho                       |                            | [ 28 ]        |
| 2006  | The Romance                      | 로망스                        | Detective Kang               |                            | [ 26 ]        |
| 2006  | A Dirty Carnival                 | 비열한 거리                   | Sang-chul                    |                            | [ 3 ]         |
| 2006  | The Host                         | 괴물                          | Vagabundo                    |                            | [ 26 ]        |
| 2006  | Cruel Winter Blues               | 열혈남아                      | Min Dae-sik                  |                            | [ 3 ]         |
| 2006  | Goodbye Children                 |                               |                              | Cortometraje               |               |
| 2007  | Voice of a Murderer              | 그놈 목소리                   | Sacerdote                    |                            | [ 1 ]         |
| 2007  | The Show Must Go On              | 우아한 세계                   | Director Noh                 |                            | [ 3 ] [ 26 ]  |
| 2007  | Love Exposure                    | 어깨너머의 연인               | Kim Hyeong-sik               |                            | [ 3 ] [ 26 ]  |
| 2008  | Life is Beautiful                | 대한이, 민국씨                | Detective Park               |                            | [ 29 ]        |
| 2008  | El bueno, el malo y el raro      | 좋은 놈, 나쁜 놈, 이상한 놈   | Byeong-choon                 |                            | [ 1 ]         |
| 2008  | Boy Director                     | 소년 감독                     | Profesor                     |                            | [ 30 ]        |
| 2009  | Private Eye                      | 그림자 살인                   | Eok-kwan                     |                            | [ 31 ] [ 32 ] |
| 2009  | Madeo                            | 마더                          | Detective                    |                            | [ 1 ]         |
| 2009  | Chaw                             | 차우                          | Baek Man-bae                 |                            | [ 1 ]         |
| 2010  | The Man Next Door                | 이웃집 남자                   | Sang-su                      | Protagonista               | [ 15 ]        |
| 2010  | Lovers Vanished                  | 폭풍전야                      | Comerciante Jo               |                            |               |
| 2011  | Battlefield Heroes               | 평양성                        | Primogénito de Yeon Gaesomun |                            | [ 33 ] [ 34 ] |
| 2011  | Quick                            | 퀵                            | Jeong In-hyeok               |                            |               |
| 2012  | Doomsday Book                    | 인류멸망보고서                | Joo Je-moon                  | Parte 1, A Brave New World | [ 35 ]        |
| 2012  | Dangerously Excited              | 나는 공무원이다               | Han Dae-hee                  | Protagonista               | [ 16 ] [ 36 ] |
| 2013  | Fists of Legend                  | 전설의 주먹                   | Shin Jae-seok                |                            | [ 37 ] [ 38 ] |
| 2013  | Boomerang Family                 | 고령화 가족                   | Oh Han-mo                    |                            | [ 39 ] [ 40 ] |
| 2013  | Commitment                       | 동창생                        | Cha Jung-min                 |                            | [ 41 ]        |
| 2014  | Niebla                           | 해무                          | Jefe Kim                     | Aparición especial         | [ 42 ]        |
| 2014  | My Dictator                      | 나의 독재자                   | Jefe de sección Oh           |                            | [ 43 ] [ 19 ] |
| 2015  | Three Summer Nights              | 쓰리 썸머 나잇                | Ma Gi-dong                   |                            | [ 44 ]        |
| 2015  | The Great Actor                  | 대배우                        | Sul Gang-sik                 | Protagonista               | [ 45 ] [ 46 ] |
| 2016  | Missing You                      | 널 기다리며                   | Detective Dae-yeong          | Protagonista               | [ 47 ] [ 48 ] |
| 2016  | The Last Princess                | 덕혜옹주                      | Han Taek-soo                 |                            | [ 11 ] [ 49 ] |
| 2016  | Asura: The City of Madness       | 아수라                        | Jefe Hwang                   | Aparición especial         |               |
| 2017  | One Day                          | 어느날                        | Choi Doo-yong                | Cameo                      |               |
| 2017  | Daddy You, Daughter Me           | 아빠는 딸                     | Sang-tae                     | Protagonista               | [ 4 ] [ 9 ]   |
| 2017  | Okja                             | 옥자                          | Mundo Park                   |                            | [ 50 ]        |
| 2018  | Alta sociedad                    | 상류사회                      | Han Yong-suk                 |                            | [ 51 ]        |
| 2018  | Ode to the Goose                 | 군산: 거위를 노래하다         | Exmarido de Song-hyun        | Aparición especial         | [ 52 ] [ 53 ] |
| 2018  | Drug King                        | 마약왕                        | Kim Soon-pyung               |                            | [ 25 ] [ 54 ] |
| 2019  | Forbidden Dream                  | 천문: 하늘에 묻는다           | Choi Hyo-nam                 |                            | [ 55 ]        |
| 2019  | Tazza: One Eyed Jack             | 타짜: 원 아이드 잭            | Ma-gwi                       |                            | [ 56 ]        |
| 2019  | Stellar: A Magical Ride          | 스텔라                        | Presidente Nam               | Aparición especial         |               |
| 2020  | Nido de víboras                  | 지푸라기라도 잡고 싶은 짐승들 | Myung-goo                    | Aparición especial         | [ 57 ] [ 58 ] |
| 2020  | Fukuoka                          | 후쿠오카                      | Je-moon                      | Protagonista               | [ 59 ] [ 20 ] |
| 2020  | Remember - 2020                  | 리멤버                        | Kim Moo-jin                  |                            | [ 60 ]        |
| 2022  | Hot Blooded                      | 뜨거운 피                     | Prestamista Hong             | Aparición especial         | [ 61 ]        |
| 2022  | Hansan: Rising Dragon            | 한산: 용의 출현               | Kuroda Kanbe                 |                            | [ 62 ]        |
| 2022  | Excellence                       | 우수                          | Presidente                   | Protagonista               | [ 63 ] [ 64 ] |
| 2024  | La Vía Láctea                    | 은하수                        | Dong-eun                     | Protagonista               | [ 65 ] [ 66 ] |
| 2024  | Heaven: To the Land of Happiness | 행복의 나라로                 |                              |                            | [ 67 ]        |
| Prog. | Woongnam                         | 웅남이                        | Oh Il-gon                    |                            | [ 68 ]        |
| Prog. | La orquesta de Dios              | 신의악단                      |                              |                            | [ 69 ]        |

### Series de televisión
| Año     | Título                               | Papel                    | Canal        | Notas              | Ref.                 |
| ------- | ------------------------------------ | ------------------------ | ------------ | ------------------ | -------------------- |
| 2008    | General Hospital 2                   | Kwon Dae-soo             | MBC          |                    |                      |
| 2009    | Iris                                 | Park Sang-hyun           | KBS2         |                    | [ 70 ]               |
| 2011    | Midas                                | Yoo Sung-joon            | SBS          |                    | [ 14 ]               |
| 2011    | Deep Rooted Tree                     | Jeong Gi-joon/Ga Ri-on   | SBS          |                    |                      |
| 2012    | The King 2 Hearts                    | Kim Bong-gu              | MBC          |                    | [ 18 ]               |
| 2013    | The End of the World                 | Kang Joo-hun             | JTBC         | Protagonista       | [ 71 ]               |
| 2014    | Three Days                           | Shin Kyu-jin             | SBS          |                    | [ 72 ] [ 73 ]        |
| 2015    | Last                                 | Jak Do                   | JTBC         | Aparición especial | [ 74 ] [ 75 ]        |
| 2021    | El afecto del rey                    | Han Ki-jae               | KBS2         |                    | [ 24 ]               |
| 2022    | The Youngest Son of a Chaebol Family | Jin Young-ki             | JTBC         |                    | [ 76 ]               |
| 2022    | Shadow Detective                     | Cheon Ki-deok            | Disney+      | Serie web, temp. 2 |                      |
| 2023    | High Cookie                          | Jefe de departamento Heo | U+ Mobile tv | Serie web          | [ 77 ]               |
| 2024    | Nothing Uncovered                    | Mo Hyeong-taek           | KBS2         |                    | [ 78 ] [ 79 ] [ 80 ] |
| 2024    | Cisne rojo                           | Han Sang-il              | Disney+      | Serie web          | [ 81 ]               |
| 2024-25 | Check-in Hanyang                     | Oh Yeong-rak             | Channel A    |                    | [ 82 ]               |
| 2025    | The Art of Negotiation               | Lee Hoon-min             | JTBC         |                    | [ 83 ] [ 84 ]        |

## Premios y nominaciones
| Año  | Premios                    | Categoría                                                    | Papel              | Resultado | Ref.  |
| ---- | -------------------------- | ------------------------------------------------------------ | ------------------ | --------- | ----- |
| 2000 | Premios de Teatro Dong-A   | Mejor actor                                                  | In Praise of Youth | Ganador   | [ 1 ] |
| 2010 | Premios Busan Film Critics | Mejor actor                                                  | The Man Next Door  | Ganador   |       |
| 2011 | Premios SBS Drama          | Mejor actuación, actor en un drama de planificación especial | Midas              | Ganador   |       |
| 2012 | Premios MBC Drama          | Mejor actor en miniserie                                     | The King 2 Hearts  | Nominado  |       |
| 2016 | 53.os Premios Grand Bell   | Mejor actor de reparto                                       | The Last Princess  | Nominado  |       |